# 何塞·迪亚斯
何塞·迪亚斯·拉莫斯（西班牙語：José Díaz Ramos，1895年5月3日—1942年3月20日）是西班牙共产主义政治家。1894年出生于西班牙安达卢西亚地区的塞维利亚。1926年率一批塞维利亚全国劳工联合会会员加入西班牙共产党。1932年被选入中央委员会，并担任总书记。1935年当选共产国际执委会会员。1936年2月西班牙大选中成为议员。1939年佛朗哥执政后搜捕共产党人，迪亚斯流亡苏联，1942年自杀。

## 生平

### 早期活动

1962年邮票

迪亚斯于1895年5月3日出生于塞维利亚，11岁成为面包师，18岁时加入塞维利亚面包师联盟。之后不久他又加入了无政府主义全國勞工聯盟（CNT），在1917年率领面包工人举行罢工游行，在1920年参加了由CNT领导的总罢工，然而最终均以失败告终。1923年独裁者米格尔·普里莫·德里维拉发动军事政变上台，在此期间，迪亚斯暗中从事劳工运动，最后不幸于1925年在马德里被捕。1927年9月出狱后，他与塞维利亚许多支持无政府主义的同事们一起加入了西班牙共产党。
1932年3月，他当选中央委员会委员，并在数月后成功当选西班牙共产党总书记。1935年，他率领代表团出席了共产国际第七次代表大会。
在1936年2月的西班牙大选中，他成功当选议会议员。同时他还与西班牙工人社会党保持密切联系，建立了双方通信机构，以协调两党的政治行动。

### 内战
同年，西班牙内战爆发，迪亚斯领导西班牙共产党，一心投入反对国内武装叛乱和国外武装干涉的民族革命战争中。在1937年3月举行的共产党代表大会期间，他发表演讲，主张现阶段目标是争取建设一个“民主共和制国家，一个渗透社会主义的民主议会制共和国”。
然而当时的西班牙共产国际总书记帕尔米罗·陶里亚蒂的领导能力高于迪亚斯，由迪亚兹发表的一些演讲原稿均出自陶里亚蒂之手。
在内战前期，迪亚斯在塞维利亚的一些家人惨遭政府杀害，包括她的两个姐妹。

### 苏联
自1937年以来，迪亚斯积劳成疾，罹患胃癌，健康状况持续恶化。他于1939年1月到达苏联列宁格勒接受医学治疗。随着4月西班牙第二共和国被弗朗哥推翻，以及紧接着第二次世界大战的爆发，西班牙革命事业发生了翻天覆地的变化。迪亚斯选择留在莫斯科在共产国际秘书处担任干部，不再返回西班牙。1941年6月，纳粹德国军队入侵苏维埃，何塞·迪亚斯被迫来到普希金市避难，并于当年秋天转移到第比利斯。
迪亚斯的死因及逝世的确切时间至今仍有争议。有人认为他死于斯大林手下的谋杀，其原因是迪亚斯曾与斯大林有过意见分歧。另有人认为他是自然死于胃癌。也有学者认为他无法承受疾病的痛苦，于1942年3月20日选择撞击窗户而自杀。
在他去世后，多洛雷斯·伊巴露丽成为了西共总书记。

## 脚注
1. ↑  Nicolás Salas. . Sevilla: El Correo de Andalucía. 2017-03-13  [2018-10-24]. （原始内容存档于2018-10-24） （西班牙语）.
2. ↑  Moreno Gómez 2011，第149頁.
3. 1 2  Thomas 1976，第145頁.
4. ↑  Bernecker 1977，第158頁.
5. ↑  Rees 2004，第181頁.
6. ↑  Bolloten 1991，第385頁.
7. ↑  Bolloten 1991，第232頁.
8. ↑  Bolloten 1991，第133頁.
9. ↑  Zavala 2011，第120-121頁.
10. ↑  Bolloten 1991，第687頁.
11. 1 2  Moreno Gómez 1995，第149頁.
12. ↑  Comín Colomer 1957，第228-230頁.
13. ↑  Hens 2004，第71頁.
14. ↑  Domingo 2004，第404頁.